# Алексеев, Пётр Иванович
Пётр Иванович Алексеев (1892—1960) — домрист, дирижёр, заслуженный артист РСФСР (1934).

## Биография
Родился 29 июня (11 июля) 1892 года в семье мастера ремесленного училища при Петербургском арсенале Ивана Алексеевича Алексеева (ум. 1916); мать — Стефанида Васильевна Алексеева.
Учился в 11-й гимназии на Симбирской улице Выборгской стороны в Санкт-Петербурге. Одновременно сначала играл в кружке Д. И. Минаева, затем три последних года учёбы с 1908 года совмещал с работой в Великорусском оркестре В. В. Андреева. В 1913 году по совету Н. П. Фомина поступил на частные высшие музыкальные курсы В. Б. Поллака (специальность — теория композиции), откуда в 1916 году с IV курса был призван на военную службу. Однако в Первой мировой войне участвовал меньше полугода, будучи отозван из действующей армии по ходатайству Андреева в Великорусский оркестр. До 1919 года он был артистом (малая домра) оркестра, а также в течение целого ряда лет (вплоть до 1919 года) концертмейстером оркестра.
После смерти Андреева в январе 1919 года, произошла встреча Б. С. Трояновского с братом П. И. Алексеева Сергеем, также бывшим участником оркестра В. Андреева, переехавшим на жительство в Москву. «Обсудив между собою создавшееся положение, они решили для борьбы с любимовским направлением приступить к организации самостоятельных оркестров андреевского состава» (Г. П. Любимов, совместно с мастером С. Ф. Буровым сконструировавшим конструкцию четырёхструнных домр с квинтовым строем, предложил изменить инструментальный состав оркестра русских народных инструментов, исключив из него балалаечную группу и использовав свои домры применительно к строю скрипок и мандолин). Б. С. Трояновский и С. И. Алексеев создали при артиллерийской части первый после революции самодеятельный домрово-балалаечный оркестр андреевского типа в Москве. В том же году, 7 августа, из Петрограда в Москву вместе с П. И. Алексеевым прибыли ещё шесть музыкантов бывшего андреевского оркестра: В. Синицын, В. Лифлянд, Н. Кутсар, А. Андрюхин, Н. Коперойнен и Г. Пахоруков. В московский профессиональный оркестр русских народных инструментов вошёл также ряд московских музыкантов: Я. Иванов, П. Климов, С. Соболев, А. Илюхин, М. Штейн, С. Николин, А. Кручинин и Н. Вертухин. Руководство этим ансамблем (впоследствии, Оркестр народных инструментов имени Н. П. Осипова) было возложено на П. И. Алексеева, которому 21 декабря 1934 года было присвоено почётное звание Заслуженного артиста РСФСР. Оркестры П. И. Алексеева и Г. П. Любимова постоянно соревновались, участвуя в конкурсах;  после одного из них, устроенном Всесоюзным радиокомитетом, алексеевский оркестр был признан лучшим и 15 февраля 1930 года был включён в штат ВРК. 
В 1940—1941 годах он руководил в должности и.о. доцента классом народных инструментов на факультете военных дирижеров Московской государственной консерватории. Во время войны трудился в эвакуации:в Темникове он организовал из детей эвакуированного туда белорусского детского дома оркестр народных инструментов, хор и танцевальную группу; в 1942 году по заданию Управления по делам искусств РСФСР он восстанавливал в Саранске Мордовский государственный ансамбль песни и пляски; в 1943 году, возвратившись в Москву, он руководил самодеятельностью Трудовых резервов; в 1944 году готовил Горьковский государственный ансамбль песни и пляски к выступлениям в Москве.
В декабре 1945 года П. И. Алексееву было поручено создание Оркестра русских народных инструментов Всесоюзного радиокомитета.
В январе 1950 года он был «уволен с должности художественного руководителя оркестра народных инструментов по ст. 47 КЗОТ, то есть вследствие непригодности к работе». Как писал по этому поводу сам Алексеев:

Как же могло случиться, что несмотря на мои заслуги в деле развития народно-инструментального искусства я вдруг стал непригодным к работе и по той причине оказался уволенным из системы радиовещания?
Действительная причина моего увольнения коренится в той атмосфере интриг, подсиживания и протекционизма, которая царит в Главной редакции музыкального вещания. 
<…>
Руководство Главной редакции музыкального вещания решило заменить меня другим лицом, наметив в качестве кандидата на мое место т. Смирнова.

С 1951 по 1958 год П. И. Алексеев преподавал игру на домре  на кафедре народных инструментов в ГМПИ им. Гнесиных. 
С 3 августа 1919 года П. И. Алексеев был женат на Евгении Ивановне Демьяновской.
Умер 29 апреля 1960 года. Похоронен 4 мая на Введенском кладбище (уч. 9).

## Источник
- Тарасов Б. Петр Иванович Алексеев. Очерк жизни и творчества // Народник. — 2013. — №2. — С. 20—28; №3. — С. 13—23.